# Doña Bárbara (telenovela de 2008)
Doña Bárbara es una telenovela colombo-estadounidense producida por RTI Televisión y Sony Pictures Televisión para Telemundo. una de las tantas adaptaciones tanto cinematográficas como televisivas de la popular novela homónima del escritor venezolano Rómulo Gallegos. Esta versión para TV fue adaptada en formato de telenovela por la escritora Valentina Párraga. Está protagonizada por Edith González junto a Christian Meier y Génesis Rodríguez.
La telenovela se desarrolla en los llanos venezolanos específicamente en el estado Apure (aunque fue grabada en la región colombiana del Tolima) y narra el encuentro entre Santos Luzardo y Doña Bárbara. Representa el conflicto entre la civilización y la barbarie. El progreso está representado por Santos Luzardo y el atraso, impuesto por el determinismo del medio geográfico, está representado por el resto de los personajes, especialmente por Doña Bárbara.
La telenovela fue transmitida en más de 90 países alrededor del mundo, incluyendo Serbia, México, Venezuela, Ecuador, Puerto Rico, Brasil, Costa Rica, Honduras, Armenia, Bosnia y Herzegovina, Croacia, Moldavia, Israel, Rusia, España, Macedonia, Bulgaria, Japón entre otros. Según la guionista Valentina Párraga, la novela cautiva a los espectadores por tratarse de la historia de una bella mujer con una actitud bastante fuerte, que despierta todo tipo de emociones en el público americano.
Se estrenó el 4 de agosto de 2008 a las 9pm/8c sustituyendo a Victoria pero el 20 de octubre fue trasladada al horario de las 8pm/7c. Finalizó el 22 de mayo de 2009 reemplazada por Más sabe el diablo. 

## Sinopsis
Bárbara Guaimarán es una joven mestiza que vive con su nana Eustaquia y su padre a bordo de un barco que transporta contrabando de un lado a otro del Río Orinoco, por lo que desde muy niña se ha acostumbrado al trato brusco de los hombres con quienes convive. Su madre era una indígena que murió al dar a luz, y su progenitor no le presta la menor atención, inclusive pensaba venderla a un turco leproso por 300 pesos de oro en una de las islas orinoqueñas. A pesar de ello, Barbarita es feliz puesto que cuenta con el cariño de Eustaquia, una mujer mayor quien tiene el deber de cuidarla por encargo de la madre de Bárbara, y el amor de Asdrúbal, un joven tierno y educado que trabaja al servicio de su padre como su maestro y con quien la muchacha vive las delicias del primer amor adolescente. Sin embargo su felicidad es truncada una noche cuando los piratas que viajan con ellos en el barco, celosos de la relación de los dos jóvenes, asesinan al padre de la chica y a su novio Asdrúbal, para acto seguido violarla a ella salvajemente entre los cinco y apoderarse del barco. Barbarita, herida en cuerpo y alma, es rescatada por Eustaquia y sanada por los indios de la tribu de su madre, pero luego de esta experiencia traumática su carácter dulce e ingenuo no volverá a ser el mismo, convirtiéndose en una mujer dura, agresiva y despiadada.
Aborrece a los hombres, a los que considera brutales y lujuriosos, por lo que no muestra la más mínima consideración en seducirlos con las brujerías que aprende de los indios para obtener de ellos los beneficios que quiere. Ese es el destino que le espera a Lorenzo Barquero, dueño de la hacienda La Barquereña, que no está pasando un buen momento cuando conoce a Barbarita, por lo que se convierte en presa fácil para ella. A causa de los problemas familiares que ha tenido que presenciar y la separación de su adolescente novia Cecilia, Lorenzo ha abandonado la universidad, abusa del alcohol y vive la vida sin comprometerse. Lo que no espera es que Barbarita, que siente un profundo asco por él, se alíe con un amigo abogado (Apolinar Prieto) para adueñarse de La Barquereña y dejar a Lorenzo en la calle. Pero tampoco los planes de Bárbara salen como había previsto: de su relación con Barquero nace una hija, Marisela, a la que Barbarita repudia nada más nacer y a la que más tarde echará de la hacienda junto a Lorenzo. Padre e hija se refugian en un paraje desierto y estéril llamado el palmar de La Chusmita (la única tierra que le queda a Lorenzo, que luego le es robada por Míster Danger) mientras Barbarita, ahora convertida en Doña Bárbara, le cambia el nombre a La Barquereña por El Miedo, y se hace cada vez más rica, apropiándose de tierras ajenas por medios ilegales como el engaño y el soborno a funcionarios locales. Para ella, el poder y la crueldad son sinónimo de fortaleza, de no volver a ser humillada, y por lograrlos está dispuesta a cometer cualquier fechoría. En su opinión el amor la hará débil y la obligará a vivir constantemente amenazada con la posibilidad de que de nuevo la destrocen. El engaño hacia Lorenzo y el abandono de Marisela es solo el primer paso.
Años después, Santos Luzardo -primo de Lorenzo- vuelve al Arauca después de más de veinte años de haber partido hacia el extranjero donde se hizo abogado. Santos nació en el llano y creció en Altamira, hacienda vecina de La Barquereña que fue dividida a causa de la eterna lucha entre Barqueros y Luzardos, iniciada en los tiempos de la Independencia por su abuelo don Evaristo, quien dejó clavada su lanza en el muro de la sala de la hacienda. El padre de Santos, don José Luzardo, odia a muerte a los Barquero porque mataron a sus dos hermanos y no está dispuesto a consentir los amores entre su cuñada Cecilia Vergel y Lorenzo Barquero. Félix, hermano de Santos, lo confronta por haber matado sin piedad a su tío Sebastián Barquero cuando este se hallaba indefenso; su padre lo golpea por la acusación, y Félix lo amenaza con su arma para cobrarse el golpe, pero don José se burla de él diciendo que no tendría el valor de matar a su propio padre. Unos días después, Félix, quien se ha ido de la casa a juntarse con los Barquero, provoca a su padre en la gallera del pueblo llamándolo asesino, instigado por su primo Lorenzo y frente al pequeño Santos, que en esa época era a penas un niño. En un arrebato de cólera don José mata a su propio hijo Félix, y posteriormente se suicida a causa de la culpa. Doña Asunción, madre de Santos, se lleva a su hijo para alejarlo de la violencia y la barbarie que habita esas tierras, y al morir le pide no vender Altamira. Santos regresa a la hacienda con la intención inicial de venderla ya que en la capital lo espera Luisana Requena, su prometida. Pero, al llegar descubre que tiene una deuda con la tierra que lo vio nacer y decide levantar la hacienda que ha ido decayendo en años de abandono. También descubre que su capataz, Balbino Paiba, ha estado trabajando de forma disimulada para doña Bárbara con el fin de robarle ganado y lo despide, demostrándole a los peones de su finca que el equilibrio del poder de la región está a punto de cambiar.

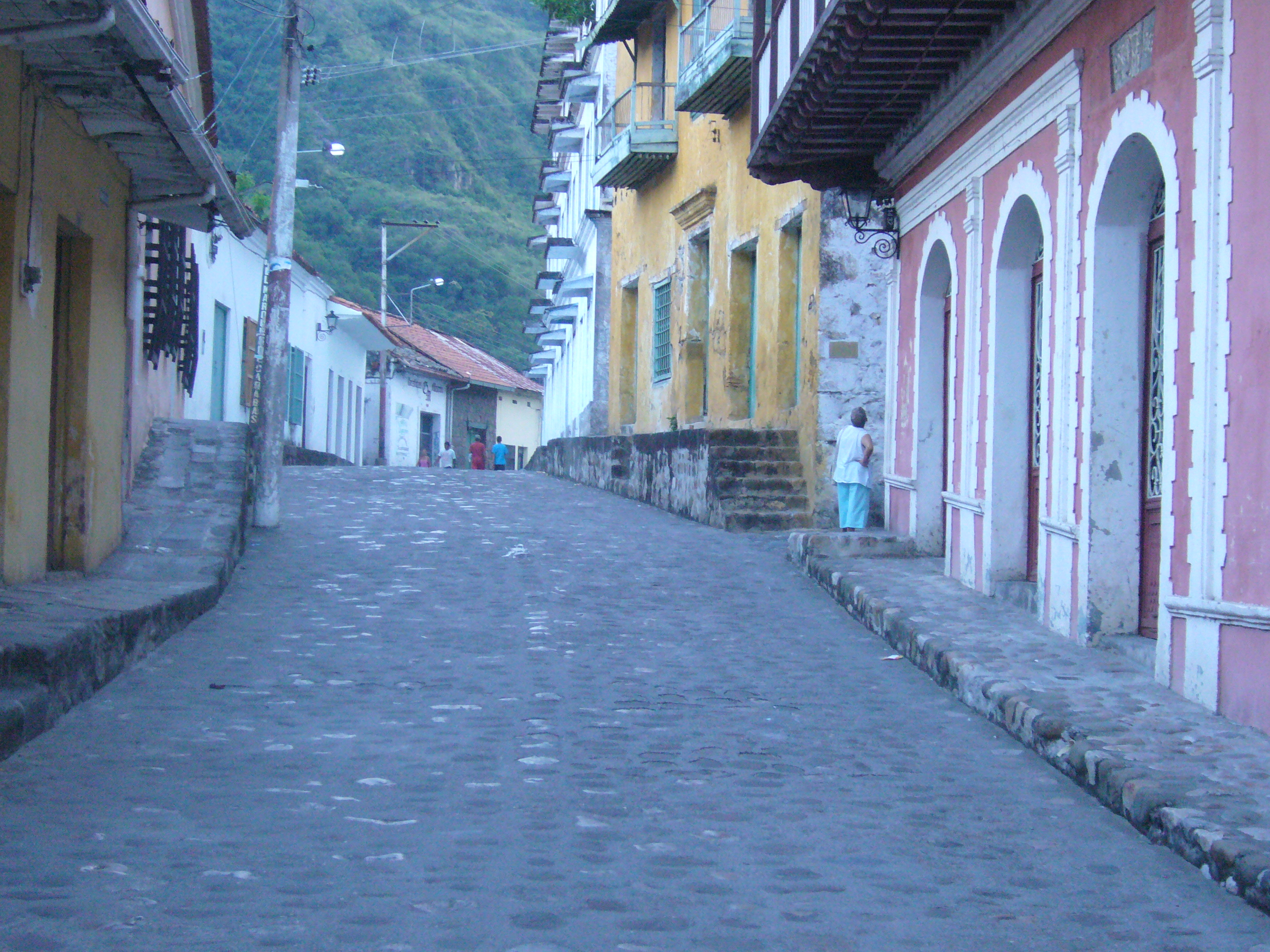
Honda (Tolima) fue la localización principal de las grabaciones de la telenovela.

Poco a poco, Santos se entera del estado de las cosas: de la caída en desgracia de su primo Lorenzo Barquero y también de la de su prima Marisela, la hija adolescente de Barquero y Bárbara, que se ha criado como una salvaje al lado de su padre alcohólico. Sus únicos apoyos han sido Juan Primito, un criado de doña Bárbara, y Eustaquia, la nana de su madre. Al conocerla y verla sucia y sin educación, Santos decide ocuparse de su prima y de Lorenzo (que sufre de cirrosis y está muriendo) y se los lleva a vivir con él a Altamira. Su propósito es curar a Lorenzo de su alcoholismo y convertir a Marisela en una señorita.
Sin embargo, al conocer a Doña Bárbara Santos se siente fuertemente atraído por ella. Ahí comienza el hándicap del protagonista, que se debate entre el amor que poco a poco le nace hacia Bárbara y el desprecio que le despierta su condición de Cacica del Arauca, así como el rechazo de la mujer hacia Marisela. Santos se esfuerza por creer en ella para poderla amar y cada vez que está a punto de darle su voto de confianza descubre algún nuevo hecho que le demuestra que Bárbara lo ha engañado: por ejemplo el intento de cambiar ilegalmente los límites que dividen a las dos haciendas o el robo de 500 cabezas de ganado por parte de la peonada de El Miedo.
Ante esta perspectiva Santos le escribe a su prometida de la capital que no lo espere porque ha decidido quedarse en Altamira y trabajar por la tierra de sus padres y la gente de su pueblo. Es prácticamente el fin de su noviazgo. Sin embargo, al recibir esta carta, Luisana (hija de un importante político de la ciudad) se niega a dejar que Santos la eche al olvido y con la complicidad de su primo Maurice Requena decide volar hasta el llano a reconquistar a Santos.
Al leer sus cartas, Cecilia Vergel, tía de Santos que también lo aguardaba en la capital, decide volver a Altamira, donde creció y vivió en su juventud. Durante años, Cecilia no ha dejado de recordar a su primer y único amor: Lorenzo Barquero. Sin embargo, ese amor ideal se choca contra la realidad y se convierte en desilusión al encontrarse de frente con el hombre que prometió buscarla y olvidó sus promesas al caer en el embrujo de Doña Bárbara. Cecilia encuentra en Lorenzo a un alcohólico que no hace más que compadecerse de sí mismo, con la mentalidad endurecida por la soledad de la llanura y la voluntad corrompida por la "devoradora de hombres". Aun así, se encarga de cuidarlo, además decide enseñarle a leer y a adquirir modales de señorita a Marisela. Entre tanto, Cecilia se acerca a Antonio Sandoval, el nuevo capataz de Altamira y mejor amigo de infancia de Santos, a quien le enseñó a leer veinte años atrás cuando era apenas un niño pequeño. Antonio ha crecido enamorado del recuerdo de Cecilia durante los años de ausencia y al volverla a ver, ya convertido en un hombre, la conquista poco a poco. Empieza así la otra fuerte historia de amor de la telenovela: la de Cecilia y Antonio. Antes de admitir su amor por Antonio, Cecilia sostiene una fuerte lucha contra sus propios prejuicios. Le cuesta admitir que siente amor por alguien a quien recordaba como un chiquillo, aunque, haciendo cuentas tan solo es mayor que él unos siete años. Por su parte, Antonio tiene que enfrentarse a la obsesión de Federica, hija del jefe civil de El Progreso, el pueblo más cercano, que lo acosa y es capaz de inventar cualquier cosa, desde amenazar con el suicidio hasta un falso embarazo, con tal de comprometerlo.
Por otro lado, por idea de Marisela, Cecilia decide abrir una escuelita para enseñar a leer a las personas de los alrededores. Entre sus alumnas se encuentran cuatro de las 'terneras Sandoval', cinco jovencitas casaderas, sobrinas de Antonio y nietas de Melesio, antiguo trabajador de Altamira.
Mientras, Santos y Doña Bárbara están cada vez más cerca. Justo un día después de su primera noche de amor aparece Luisana en la hacienda, en compañía de su primo Maurice. Santos intenta explicarle a Luisana que su relación terminó pero ella evade el tema, niega haber recibido su carta de terminación y trata de reconquistarlo. A pesar de que Santos trata por todos los medios de evitar un encuentro entre su amante y su ex prometida, Bárbara aparece en Altamira y se produce el primer enfrentamiento entre las dos mujeres. Ambas se declaran la guerra por el amor de Santos.
De paso, saber de la relación de Santos con Doña Bárbara y la llegada de Luisana entristecen a Marisela, quien cree que su primo está a punto de sufrir el mismo destino que su padre, y además se siente perdidamente enamorada de él, ya que es el único hombre que la ha hecho sentir bonita y femenina. Marisela se niega a pensar que Santos haya podido caer en las garras de la doña si no es por medio de un embrujo, pero lo que no sabe es que la vida de su madre no es tan diferente a la suya: a pesar de todos sus bienes y riquezas Bárbara nunca ha podido ser feliz, se siente una mujer incompleta, y tiene pesadillas por las noches con el recuerdo de su violación y del único amor puro que tuvo en su vida: Asdrúbal. Por eso al conocer a Santos y encontrar en él un parecido similar al de su primer novio no duda en emplear todas sus tácticas para seducirlo, y con el tiempo acaba comprendiendo que Santos es algo más que un capricho: también para ella se ha convertido en el único hombre que la hace sentir una mujer amada, pero no se siente capaz de dejar atrás su pasado y volver a ser la mujer buena y confiada que una vez fue, lo que provoca la ruptura entre ambos. Para recuperarlo, Bárbara decide hacer algo que Santos le ha pedido muchas veces: acercarse a Marisela. La doña logra hacerle creer a su hija que quiere arreglar las cosas con ella y ser su amiga, por lo que Marisela acepta ir a cenar al Miedo con su madre, a pesar de las reticencias de Lorenzo y Santos, quien hasta la va a buscar a la hacienda de Bárbara, pero la chica no acepta marcharse con él. Lo que no puede imaginar Bárbara es lo que está a punto de ocurrirle por dentro a causa de la simple presencia de Marisela: cuando la doña escucha como su hija la defiende en una charla con Eustaquia se emociona, hasta el punto de que besa y acaricia a Marisela mientras esta duerme en una hamaca, y le cuenta a Eustaquia que no puede evitar sentir ternura hacia ella. Sin embargo, Marisela se despierta justo en el momento en que Bárbara admite haberse acercado a ella solamente para recuperar el amor de Santos y dice que nunca la va a amar. La joven se marcha de la hacienda muy afectada y cuando al día siguiente su madre va a verla a Altamira tiene lugar una tensa conversación entre ellas en la que ambas se ofenden y Marisela le promete que un día le va a quitar el amor de Santos.

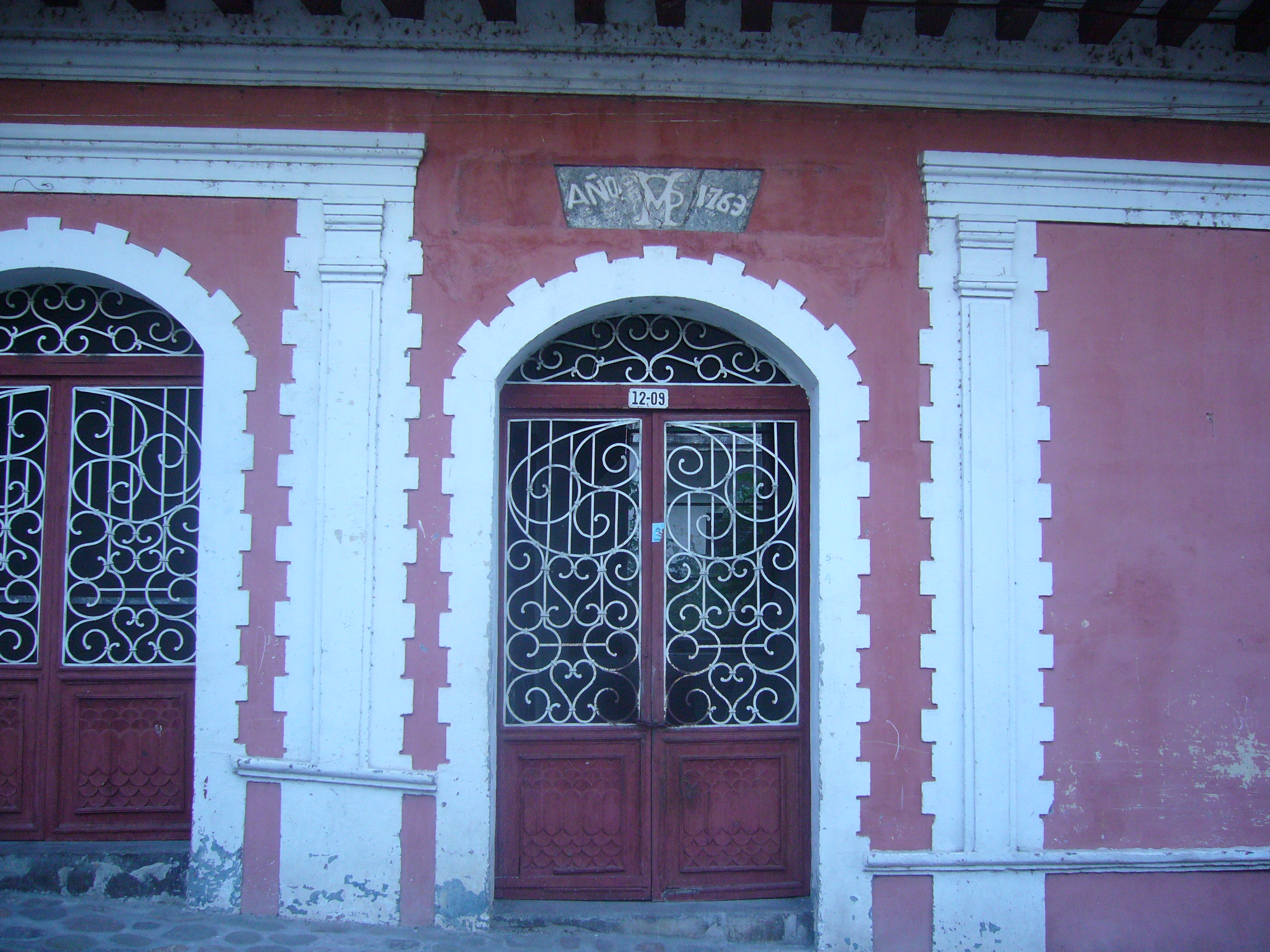
Casa de la época de la independencia, es El Gran Hotel del Progreso en la telenovela.

Bárbara se siente cada vez más perdida y no sabe qué hacer para recuperarse. El reencuentro con Perro de Agua, uno de sus violadores, le dará la clave para superar su condición: matar a los cinco hombres que la desgraciaron, pues cree que solo una vez que hayan muerto ella volverá a vivir. Tras asesinar a Perro de Agua y a otro de sus violadores (Julián Barreto) Bárbara se dispone a terminar con la vida del tercero, pero en el intento es violada por segunda vez por él y por dos de sus secuaces.
Mientras, Santos le había pedido matrimonio a Luisana para olvidar su relación con Bárbara, pero ella lo deja el mismo día de la boda, pues se da cuenta de que su novio no la quiere y que solo se casa con ella por compasión y para alejarse de la doña. Al encontrarse solo, Santos no puede seguir negando lo que le ocurre y va en búsqueda de Bárbara justo a tiempo de encontrarla casi moribunda, después de haber sido forzada y gravemente maltratada. Bárbara logra recuperarse gracias a que Marisela le dona sangre para hacerle una transfusión, pero a pesar de ello la guerra entre ambas sigue abierta: Santos le ha prometido a Bárbara que siempre va a estar a su lado, y la doña no está dispuesta a perder al único hombre que la ha hecho sentir feliz. Por su parte, Marisela quiere que su madre vea como Santos la deja por ella, pues tampoco piensa permitir que el hombre al que ama y por el que está sufriendo tanto sea herido por la doña.
Santos y Bárbara viven días muy románticos juntos, sin embargo, las mentiras que Bárbara le cuenta para que no descubra que pretende matar a todos sus violadores provocan el recelo de Santos, y cuando este ve a Marisela bañarse desnuda en la poza se da cuenta de que no es la niña que él pretendía ver y que se ha convertido en toda una mujer. La aparición de Gonzalo Zuloaga, un abogado amigo de Santos, es determinante para que Santos se empiece a dar cuenta de lo que siente. Gonzalo llega al Arauca con dos amigos, Cosme y Andrés el Poeta. Todos ellos son revolucionarios que huyen de la policía política y encuentran refugio en el Arauca. A Gonzalo le gusta mucho Marisela y quiere que ella esté con él. Marisela no lo quiere, pues está enamorada de Santos, pero Gonzalo insiste. Lorenzo le dice a un Santos cada vez más celoso de Gonzalo que él estaría de acuerdo con que su hija se decidiese a estar con Gonzalo, que se casara o que se fuera con él si eso la hace feliz. Santos se opone a tal cosa y sigue diciendo que deberían esperar, que Marisela es menor y que Gonzalo no puede llevársela.
Poco tiempo después, aparece en el pueblo el coronel Meléndez, otro de los violadores de Bárbara, quien al ver a Marisela la relaciona con su madre y empieza a sentirse atraído por ella. Finalmente, Meléndez rapta a Marisela y le manda una nota a Bárbara diciéndole que si no va al lugar donde él le indica forzará a su hija. Bárbara acepta el trato y es raptada junto a Marisela por Meléndez, al cual la doña le propone que la mate a ella a cambio de dejar libre a Marisela. Gracias a Melquíades, el brujeador y mano derecha de Bárbara, Marisela puede librarse de sus ataduras y empuja a Meléndez cuando este está a punto de disparar a su madre, provocando que caiga sobre un tridente que le atraviesa el cuerpo. Marisela queda libre y Bárbara tortura a Meléndez, que todavía no ha muerto, capándolo para que le dé información sobre el Sapo, quinto y último de sus violadores. Cuando Bárbara y Marisela se reencuentran la relación entre ellas ha cambiado totalmente, y ahora Marisela se muestra más cariñosa que nunca con ella. Sin embargo, pronto Bárbara se da cuenta de que el amor que une a Santos con Marisela no es del todo fraternal, y tras ver como su novio y su hija se abrazan y como esta se niega a irse del Arauca con Gonzalo, cree que Marisela sigue con la idea de arrebatarle el amor de Santos (aunque no es verdad) y completamente celosa la chantajea con contar a la policía que mató a Meléndez si no rechaza La Barquereña, ya que Bárbara había prometido a Santos entregarle la hacienda a su hija el día de su cumpleaños, pues no está dispuesta a devolvérsela, además de marcharse del Arauca.
A los pocos días toda la familia y la gente de Altamira organizan una fiesta para festejar el decimoctavo cumpleaños de la joven. Marisela está cambiada, parece más adulta y más seria. Santos entonces se da cuenta de que Marisela es una mujer y de que es preciosa. Baila con ella en la fiesta, pero Bárbara los interrumpe.
Esa noche, un Lorenzo distinto (no había bebido ya durante varios meses, estaba calmado y se había casado con Cecilia, aunque solo como amigos después de que ella pensara que Antonio estaba esperando un hijo con otra mujer), parece despedirse de todos. Esa noche, él no se siente bien y Cecilia le deja que duerma en su habitación, a pesar de que nunca durante todo el matrimonio habían tenido relaciones. Lorenzo muere esa noche. Marisela está destrozada y piensa que no le queda nada en el Arauca, así que decide irse con Gonzalo y sus amigos que ese día se escapan del país. Santos le pide a Marisela que no se vaya, pero Marisela decide hacerlo de todas maneras. Ella le dice que es o su madre o ella. Marisela sabe que Santos no va a dejar a Bárbara y por eso ha de irse ella. Quiere encontrar su propio camino y valerse por sí misma. Cuando se despiden ella y Santos, Bárbara los mira y Marisela le pide a él que no la abrace, porque sabe que Santos no podrá resistir la tentación de besarla, y no puede hacerlo con doña Bárbara presente. Santos reconoce que se muere por besar a Marisela y grita en la orilla desesperado mientras la canoa se aleja.
El tiempo pasa y Marisela no vuelve. Cecilia se va de Altamira y se muda a un apartamento en el Progreso. Santos se queda solo con Bárbara y cada vez extraña más a Marisela. Está bebiendo más de lo habitual y no sabe dónde está. Cecilia sí, pero no se lo quiere decir ya que Marisela le pidió que le guardara el secreto. Mientras tanto, Antonio y María Nieves están en la cárcel acusados de haber ayudado al resto de los presos políticos a cruzar la frontera. Santos intenta sacarlos, pero el tiempo pasa y no se logra hasta que hay un cambio de gobierno. Entonces, Marisela reaparece, aunque no en Altamira. Ella va a ver a los chicos a la cárcel y cuando sale se encuentra con Santos, el cual averigua dónde trabaja (en una escuelita con niños) y se presenta allí. Santos ya sabe que Bárbara le mintió y tiene en su poder el diario de Mr. Danger, que cuenta todas las fechorías de Bárbara, todos sus asesinatos, robos y estafas. Cuando Santos va a ver a Marisela ella lo rechaza y abofetea, a pesar de que sigue amándolo. Santos vuelve a Altamira y esta vez es Cecilia la que va a buscar a Marisela y le entrega la carta que su padre le escribió la noche antes de morir (la noche de su cumpleaños). Marisela decide volver al Arauca para pelear por el Miedo (que era antes la Barquereña), la hacienda de su padre y de sus antepasados.
Una vez que vuelve, Santos intenta estar con Marisela pero ella lo rechaza aunque lo quiere porque no cree que esté bien estar con el que fue hombre de su madre. Además no está segura de que Santos ya no ame a Bárbara y decide mantenerse alejada de él. Al final, sin embargo, Santos la ayuda con el proceso judicial para recuperar la Barquereña y poco a poco se acaban juntando. Finalmente, el Sapo (el último de los violadores de Bárbara y el más poderoso de todos) compra al juez que instruye el caso y este falla a favor de Marisela, pero la joven decide venderle la hacienda a su madre, porque a pesar de la rabia que siente hacia ella, la experiencia con Meléndez provocó que empezara a ver a la doña con ojos distintos y, a su pesar, a comprenderla un poco en el fondo, como Marisela le confiesa al párroco del pueblo pocos días después del chantaje.

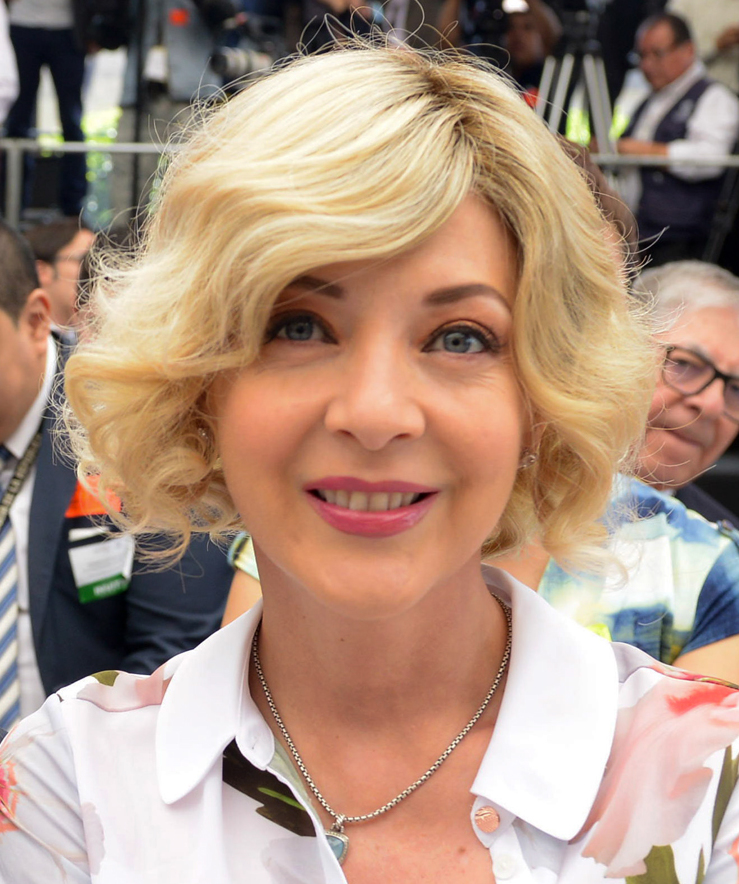
Edith González interpreta al personaje principal de la telenovela.

Los chicos han sido liberados de prisión y vuelven al Arauca. El hijo de Antonio y Cecilia ya ha nacido, pero ellos no están juntos debido a que Cecilia vio a Antonio con Lucía en la cárcel, cuando lo fue a visitar. Lucía es la hija de don Encarnación Matute, un hombre de negocios que iba a comprar Altamira cuando Santos planeaba venderla. Antonio al final se casa con Lucía y espera una hija con ella, aunque el embarazo es complicado y corre peligro la vida del bebé y de la madre. Cecilia apoya a Lucía durante esta etapa y antes de morir, Lucía le pide a Cecilia, a Antonio y a todos que salven a su hija y que la dejen morir a ella, si es que la situación llega a ese extremo. Lucía, que sabe que le queda poco, le pide a Cecilia que cuide de su hija y de Antonio. Don Encarnación no está de acuerdo e intenta por todos los medios que no se acerquen a su nieta, una vez que Lucía se muere, pero al final acaba entendiendo que nadie tiene la culpa de su muerte y que Cecilia es una buena mujer que va a cuidar bien de su nieta. Antonio, Cecilia, Don Encarnación, Toñito y Lucita (los hijos), acaban formando una gran familia.
Santos y Marisela consuman su amor, pero la felicidad les dura poco porque enseguida descubren que Bárbara está embarazada de Luzardo. Esta se jura a sí misma que ese bebé la va a hacer cambiar, y tras algunos desencuentros tensos con Marisela la doña ve como su hija rompe con Santos para dejarle el camino libre con Bárbara pensando que deben estar juntos aunque ella quede destrozada. Es entonces cuando Bárbara comprende que Marisela no tiene ninguna intención de hacerle daño y que no se ennovió con Luzardo porque no le importaran los sentimientos de su madre, si no porque lo ama. Al comprender que Marisela la quiere Bárbara trata de lograr su perdón arrepintiéndose de lo que le hizo, pero su hija ya no se fía de ella. Viendo que será imposible obtener su perdón, Bárbara le advierte que se ande con cuidado porque la presencia del Sapo en el Arauca puede ser peligrosa para ella, y se centra en su bebé, pensando que su nacimiento le hará recuperar a Santos y tal vez a Marisela. Aun así, el embarazo no llega a su fin pues la doña sufre un aborto después de que el Sapo trate de matarla quemando la hacienda El Miedo. Tras perder a su hijo, Bárbara enloquece y borra de su memoria todos los malos recuerdos de su vida, sustituyéndolos por otros buenos, como que tiene una excelente relación con Marisela, que Santos está enamorado de ella, etc. Cuando vuelve a encontrarse cara a cara con el Sapo Bárbara recupera la memoria, pero finge seguir sintiéndose mal porque cree que es la única manera de que Santos le preste atención y cariño tras el aborto y de acercarse de nuevo a él para recuperar su amor. Sin embargo no ocurre así, ya que Santos se ha cansado de sus enredos y no quiere saber nada de ella.
Marisela sabe que Bárbara ha perdido al bebé pero Gonzalo le pide que no le diga nada a Santos, porque ahora Bárbara necesita ayuda y cariño. Marisela acepta y cuida de su madre. También le pide a Santos que la lleve a vivir a Altamira, para cuidar de ella ahora que está mal. La relación entre ambas es cada vez mejor y la doña se deja querer por Marisela, pero a la vez se niega a dejar de fingir, a pesar de que Eustaquia se lo reprocha y ella siente remordimientos. En el proceso, Marisela ha vuelto con Gonzalo y se prometen. Ambos se van de viaje y Gonzalo pretende enseñarle el mar por primera vez a Marisela, pero ella le había dicho a Santos que quería conocerlo con él. Está en la habitación de hotel, triste y pensando en Santos cuando él, que la había seguido hasta allí, aparece y se la lleva a conocer el mar y la playa. Alquilan una lanchita y se van a pasar la noche en una isla en la que se quedan atrapados por una tormenta. Gonzalo y Bárbara, mientras tanto, están celosos y desesperados y tratan de encontrar a Santos y a Marisela por todos los medios pero la tormenta se lo impide. Marisela rompe con Gonzalo y le dice que sabe que ella no lo ama porque ama a Santos, y le confiesa que cuando se escaparon en lancha, se acostó con Luzardo.
Santos no se cree nada de la locura y le dice a Marisela que sabe que está con Bárbara solo porque ella se lo pidió. Santos se entera de que Bárbara no está embarazada por Juan Primito, que le cuenta cómo doña Bárbara estaba en la chusmita sangrando y gritando y cómo le dolía el vientre. Santos piensa que Bárbara no está loca y que perdió al niño y no se lo dijo, así que se la lleva al doctor con la excusa de que es él quien está enfermo y una vez en la consulta, la ata a la silla y le pide al doctor que le realice la prueba. El resultado es negativo, tal como Santos se lo suponía. Además, en el proceso también se reveló la cara verdadera de Bárbara y quedó claro que no estaba loca y que estaba fingiendo para quedarse con Santos. Él vuelve a la hacienda, recoge todas las cosas de Bárbara y las tira por el balcón pidiéndole que se vaya. Bárbara le dice que Marisela sabía que ella había perdido al hijo pero Santos no le cree. Le dice que Marisela no es como ella y que nunca le mentiría. Santos se decepciona cuando descubre que es cierto. Marisela lo hizo porque creyó de verdad que su madre estaba enferma, que estaba loca y necesitaba cuidados. No le dijo a Santos que había perdido al niño para que no la abandonara ahora que más lo necesitaba. Santos le dice que su madre estaba fingiendo y echa a Marisela de la hacienda porque está dolido de que le haya mentido, y le dice que es como su madre. Marisela se va dolida a San Fernando, a seguir su trabajo como secretaria de la gobernación, y mantiene una conversación con su madre en la que esta le pide perdón pero le confiesa que no pudo evitar usarla para estar con Santos, ya que parece ser que para ella Luzardo representa su única posibilidad de ser feliz y no volver a la antigua vida que tenía antes de conocerlo, en cambio piensa que Marisela puede enamorarse y estar con los hombres que quiera. Marisela, confusa y cansada de todo, no quiere saber nada de ninguno de los dos, y le dice a Bárbara que va a alejarse de ella.
Una vez que Marisela vuelve como secretaria de la gobernación, se da cuenta de que Gonzalo está conectado con Bárbara de alguna manera, y con los hombres que violaron a Bárbara. También se da cuenta de que Gonzalo es corrupto e intenta averiguar en qué anda. Santos, que había echado a Marisela, se arrepiente de haberlo hecho y la va a buscar, pero Marisela le dice que no quiere volver y le dice que si quiere entender, que entienda, aludiendo al hecho de que Marisela se va a quedar al lado de Gonzalo (aunque sabe que él no es de fiar) para averiguar en qué pasos anda. Santos se queda pensando y no entiende muy bien lo que pasa, aunque le parece rara la indirecta de Marisela. En el proceso, Marisela y Bárbara vuelven a arreglarse, puesto que Bárbara va a advertir a su hija sobre la verdadera identidad de Gonzalo, con quien ella pretende casarse, y al descubrir los planes de Marisela se siente orgullosa de su valentía y se ofrece a ayudarla. Marisela acaba aceptando y ambas se reconcilian.
Mientras, León Mondragón, el empleado de Bárbara, mata a Carmelito e hiere a María Nieves para robarles el dinero de Santos, que ellos transportaban a la capital. Al final, María Nieves se recupera y Pajarote, otro de los peones de Santos, le da muerte a León.
Tras un tiempo investigando, Gonzalo descubre las intenciones de Marisela, la encierra en un despacho de la gobernación y le da una paliza. Le pone también un par de guardias en la puerta para que no se escape. Santos aparece en la gobernación y la rescata. Gonzalo es detenido y creen que el Sapo y su cómplice están muertos, pero realmente los cadáveres que encuentran en conexión con el arresto de Gonzalo y la redada a la red del narcotráfico (que era el negocio turbio en que estaba metido Gonzalo) no son de ellos.
Marisela y Santos están juntos, aunque no viven en la misma casa porque ella se siente culpable debido a que está con el hombre de su madre. Por su lado, tras la caída de Gonzalo, Bárbara aleja a Marisela de ella diciendo que le quitó a Santos, pero más tarde le confiesa a Eustaquia que lo hizo para proteger a su hija, ya que estar cerca de ella ahora que El Sapo la acecha puede ser peligroso para la joven. Además Marisela está cada vez más confusa pues por un lado sabe que su madre no fue feliz hasta que conoció a Luzardo y cree que tal vez deba dejarle el camino libre, pero por el otro es consciente de que ella misma ha amado a Santos desde que le conoció y que no ha logrado olvidarle por más que lo ha intentado. En plena lucha interior de Marisela, Santos tiene una conversación con ella en que le da a elegir si quiere que estén juntos o que renuncien el uno al otro y Marisela decide al final no renunciar más a sus sentimientos hacia él.
La lucha entre el Sapo y Doña Bárbara cada día está más cerca y se van atacando mutuamente, hasta que se encuentran en el cementerio en el entierro de Eustaquia (a la cual mató El Sapo). Bárbara y Melquíades se meten en unas ruinas cercanas donde se baten con el Sapo y su cómplice. Santos llega para salvar a Bárbara, pero el Sapo consigue atraparlos a los dos. El indio Melquíades había matado al cómplice del Sapo y este mató al indio, así que la batalla era ahora solo entre Bárbara y El Sapo. Sin embargo, Santos aparece para intentar salvar a Bárbara, pero el sapo los atrapa a los dos y los ata. Quiere matarlos lentamente. Santos intenta disuadirlo, pero no puede. Bárbara entonces empieza a humillar al sapo diciéndole que la quiere matar porque no es hombre y no tiene lo que hay que tener para repetir lo que le hizo hace tantos años. El sapo, por hombría, se dispone a violar a Bárbara otra vez, pero esta le clava uno de los dardos que Melquíades le había dado para que se duerma. Después, Bárbara lo ata y delante de Santos, lo quema vivo, tras lo cual se va y deja a Santos maniatado en las ruinas. El inspector que acabó con Gonzalo y con la trama de narcotráfico de la región, está detrás de Bárbara y está decidida a acabar con ella a toda costa. Sin embargo, los habitantes del Arauca se lo impiden y ayudan a Bárbara a escapar. Santos le lleva dinero y uno de sus caballos para que huya. Los hombres de Altamira la protegen de la policía, que está revisando todas las casas para encontrarla y la llevan hasta el río. Ella se tira a nadar, y pretende escaparse de esa manera de la policía. El tuerto del bramador, el caimán que habita el río y que fue una vez servidor de doña Bárbara, la persigue, pero los chicos de Altamira consiguen matarlo de un tiro antes de que alcance a doña Bárbara. La doña se refugia en una iglesia cercana y allí ve a Santos y a Marisela, que ha ido a rezar por ella, besándose, por lo que sale de su escondite llena de impotencia y los apunta con una pistola. Pero en ese momento Bárbara recuerda su propia juventud: cómo le arrancaron la ilusión de su primer amor, como la enterraron en vida, y comprende que no puede hacerle lo mismo a Marisela. Por primera vez se da cuenta de que el amor entre el letrado y su hija es puro y de que ella no tiene nada que hacer. Tras esto Bárbara huye al Miedo, donde va a buscarla Santos para ofrecerle medios que la ayuden a escapar. Allí se despiden, él le confiesa que la sigue amando pero que su relación es imposible y Bárbara se dirige al tremedal, un pantano fangoso oculto en las soledades del llano. Una vez ahí, la doña recuerda toda su vida, le dice mentalmente a Marisela que en el fondo de su corazón siempre la quiso y se despide de los vivos para suicidarse. Marisela ve que el caballo de su madre vuelve a la hacienda sin montura y teme lo que pueda pasar, así que se dirige al tremedal y encuentra a su madre intentando ahogarse en el pantano. Marisela se adentra en las aguas sujeta por una cuerda y consigue que su madre salga con ella. Se van al Miedo y comparten tiempo juntas, se bañan y hablan. Bárbara acepta devolverle la Barquereña, pues ahora que cumplió su venganza ya no necesita ningún tipo de poder, y además decide irse del Arauca y renunciar a Santos para que su hija esté con él. Marisela no quiere perder a su madre ahora que la ha recuperado, pero Bárbara le dice que tiene miedo de que al final acabe matándolos por celos, y además su venganza ya está cumplida, por lo que decide cumplirle el último deseo a Eustaquia: volver a su río grande y a la selva en la que nació. Entonces, Bárbara se sube en una canoa y se va río abajo, con el espíritu de Melquíades y el de Eustaquia guiándola. Marisela y ella decidieron pensar la una en la otra todas las mañanas y así sabrían qué era de sus vidas.
Doña Bárbara acaba en una misión, río abajo, rodeada de muchos niños a quienes trae regalos y cuidada por una monjita. Bárbara se va de viaje y vuelve cargada de medicinas, vacunas y de regalos para los chicos y ayuda a la monja con la misión. Sin embargo, padece una malaria que nunca pudo curar bien.
Santos y Marisela se casan. Nadie interrumpe la boda ni hay ninguna catástrofe. Solo que Bárbara le envía con unos pescadores, los pendientes que su primer amor, el maestrito Asdrúbal, le había regalado. Le llegan en medio de la boda y Marisela se los pone, pues sabe que significan que su madre piensa en ella y la quiere. Años después: Antonio y Cecilia siguen casados, tienen a Toñito y a Lucía y son felices. Las Terneritas siguen casadas y tienen varios hijos. Gervasia, que perdió a Carmelito, ha encontrado un novio y está feliz con él. Genoveva al final decide darle el sí a Pajarote (después de tener dos niños) y se casan. Santos y Marisela tienen dos niños y Marisela está a punto de dar a luz. Al final, la niña nace el día de la boda de Genoveva. Según la escritora de la novela, Santos y Marisela se aman y serán felices, pero el recuerdo de una mujer única e indomable los perseguirá a través de los ojos y el corazón salvaje de esa bebé por quien los rebullones han vuelto al Arauca.
Esa noche, en la misión, Eustaquia y Melquíades se le aparecen a Doña Bárbara en su lecho y la invitan a ir al cielo. Doña Bárbara pregunta si está muerta y el indio responde que ella no puede morir porque es una leyenda y las leyendas se quedan en el alma de la gente para siempre. La Doña sonríe y se monta en la canoa con ellos. "¿Con quién vamos?" pregunta Eustaquia. "Con Dios y con la Virgen," contesta Doña Bárbara.

## Reparto
| Actor / Actriz        | Personaje                                     |
| --------------------- | --------------------------------------------- |
| Edith González        | Doña Bárbara Guaimarán                        |
| Christian Meier       | Santos Luzardo                                |
| Génesis Rodríguez     | Marisela Barquero / Bárbara Guaimarán (joven) |
| Katie Barberi         | Cecilia Vergel                                |
| Arap Bethke           | Antonio Sandoval                              |
| Paulo Quevedo         | Balbino Paiba                                 |
| Roberto Mateos        | Lorenzo Barquero Luzardo                      |
| Raúl Gutiérrez        | Coronel Diógenes Pernalete                    |
| Lucy Martínez         | Eustaquia                                     |
| Iván Rodríguez        | Melesio Sandoval                              |
| Martha Isabel Bolaños | Josefa Martínez Aguilar de Mujica             |
| Alberto Valdiri       | Francisco Mujica "Mujiquita"                  |
| Amparo Moreno         | Casilda Bernard                               |
| Luis Fernando Velasco | Melquíades Gamarra "El Brujeador"             |
| Mimi Morales          | Altagracia Sandoval                           |
| Alejandra Sandoval    | Genoveva Sandoval                             |
| Daniela Tapia         | Gervasia Sandoval                             |
| Esmeralda Pinzón      | Federica Alfonsina Pernalete                  |
| Pedro Rendón          | Carmelo López "Carmelito"                     |
| Roberto Manrique      | María Nieves González                         |
| Gary Forero           | León Mondragón                                |
| Andrés Ogilvie-Browne | Juan Primito                                  |
| Adriana Silva         | Josefina Sandoval                             |
| Bibiana Corrales      | Melesia Sandoval                              |
| Andrés Martínez       | Tigre Mondragón                               |
| Tiberio Cruz          | Juan Palacios "Pajarote"                      |
| Paula Barreto         | Luisana Requena Chacón                        |
| Jimmie Bernal         | William Danger                                |
| Gabriel González      | Doctor Baltasar Arias                         |
| Juan Pablo Shuk       | Gonzalo Zuluaga                               |
| Julián Álvarez        | Cosme Miranda                                 |
| Alejandro Tamayo      | Andrés Pardo "El Poeta"                       |
| Herbert King          | Don Encarnación Matute                        |
| Juliana Posso         | Lucía Matute                                  |
| Óscar Salazar         | Maurice Requena                               |
| Marcelo Cezán         | Florencio Reyes "El Quitadolores"             |
| Guillermo Villa       | Padre Pernía                                  |
| Naren Daryanani       | Onza Mondragón                                |
| Sara Ponce            | Carmen Gómez                                  |
| Humberto Arango       | Humberto Chávez "El Sapo" / Fidel Castel      |
| Hernán Méndez         | Diomedes Cabello "Perro de agua"              |
| Hermes Camelo         | José Tancredo Maduro "El Chepo"               |
| Julio Pachón          | Coronel Nicolás Meléndez                      |
| Jáime Correa          | Julián Barreto                                |
| Julio César Herrera   | Apolinar Prieto                               |
| José Luis García      | Oréstes Prieto                                |
| Leonardo Acosta       | Facundo                                       |
| Jorge Alfredo Sánchez | Arcadio                                       |
| Jarviz Pinzón         | Fidelino                                      |
| Julio Sastoque        | Flavio Barbosa                                |
| Jayme Rayo            | Sargento                                      |
| Joseph Abadía         | Policial Acosta                               |
| Inés Prieto           | Leoncia Mondragón                             |
| Alma Rodríguez        | Celeste Mondragón                             |
| Claudio Fernández     | Tony Kennedy                                  |
| Luis Enrique Roldán   | General Requena                               |
| Sebastián Boscán      | Néstor Peracaza                               |
| Óscar Rodríguez       | Genaro Mondragón                              |
| Fernando Corredor     | Juez Cuervo                                   |
| Jorge Alberto Reyes   | Teniente/Capitán Guerrero                     |
| Morris Bravo          | Fausto Borrego                                |
| Abel Coshino          | Raúl                                          |
| Daniel Coshino        | Pablo                                         |
| Gabriel Valenzuela    | Lorenzo Barquero (joven)                      |
| Jencarlos Canela      | Asdrúbal                                      |
| Maritza Rodríguez     | Asunción Vergel de Luzardo                    |
| Luis Mesa             | José Luzardo                                  |
| Javier Alexander      | César Barquero                                |

## Producción
En el año 2007, Patricio Wills, Roberto Stopello y la plana ejecutiva de la cadena Telemundo comisionaron a la guionista venezolana Valentina Párraga la elaboración de un estudio para evaluar si resultaba factible producir una telenovela basada en Doña Bárbara uno de los grandes clásicos literarios de Rómulo Gallegos, para un mercado hispanoamericano. Trasladar esta obra a un formato de melodrama romántico dividido en capítulos de una hora requirió releer la obra original, analizar a los personajes principales y buscar formas de que gusten al público en tiempos modernos. En este análisis, la producción decidió mostrar la verdadera esencia de Doña Bárbara sin miramientos ni juicios de valor, explicando que el motivo de sus acciones inescrupulosas y vengativas está justificado por su pasado cruel y su forma de lucrarse en un mundo masculino y terrible. Gabriela Spanic fue la elección primaria para encarnar al personaje, pero su embarazo se lo impidió, por lo que el rol recayó en la actriz mexicana Edith González. Inicialmente, la escritora ubicó la novela en los años 1930 para mantener continuidad con la original, pero la producción decidió situarla en un tiempo indefinido, dando lugar a numerosas inconsistencias ambientales y psicológicas. Párraga le dio en la adaptación mayor cavida a muchos personajes secundarios a penas mencionados en el libro, e inventó otros como Cecilia Vergel y Gonzalo Zuloaga, además de crear un nombre para un pueblo cercano a Altamira, «El Progreso». Originalmente, la telenovela estaba pensada para 130 capítulos, pero debido a su éxito la cadena la extendió hasta 191, por lo que las historias secundarias se prolongaron más. Aunque muchos diálogos, tramas, elementos como la naturaleza como fuente del retraso y origen de la barbarie y el mundo mágico-religioso latinoamericano se mantuvieron en la adaptación, el personaje de Santos Luzardo fue humanizado, se le dieron numerosos conflictos interiores y momentos coléricos y pasionales causados por la violencia que corre por la sangre de su familia, y se enfatizó su constante lucha contradictoria con sus sentimientos y principios morales, que lo obligaban a debatirse entre la «madre terrible y la hija tierna». Según afirma la guionista, en su fase impulsiva y voluble Santos se enamoraría de Doña Bárbara (lo cual no ocurre en el libro original) para después, gracias a la parte sana y racional de su psiquis y su corazón, encontrar la salvación de su espíritu en los brazos de Marisela. Este triángulo amoroso, desarrollado por Párraga y ya usado antes en producciones como Lazos de familia o Señora, desató gran polémica entre el público de la telenovela. Aunque el triángulo es a penas sondeado en el libro de Gallegos, la escritora lo usó para añadir el romance que no existe en la obra original, impulsado por los caracteres femeninos principales (Doña Bárbara y Marisela) a quienes Párraga describe como «unas verdaderas guerreras generadoras de conflicto».

«Al final, [Doña Bárbara] es una historia sobre una madre y una hija muy parecidas en su esencia, que se odian y luchan por el amor del mismo hombre, en el marco de un paisaje desolado, brutal y hermoso. [...] Trabajar en esta novela es, para mí, un reto fascinante, porque mi trabajo ha tenido un carácter más ligero. Esta vez el tono es muy dramático, todo lo que se dice es intenso, todo lo que se siente es visceral».
Valentina Párraga, escritora de la adaptación televisiva de Doña Bárbara

## Premios y nominaciones

### Premios People en Español 2009
| Categoría                  | Persona                          | Resultado |
| -------------------------- | -------------------------------- | --------- |
| Mejor Actriz               | Edith González                   | Ganadora  |
| Mejor Actor                | Christian Meier                  | Nominado  |
| Mejor Actor/Actriz Juvenil | Génesis Rodríguez                | Nominada  |
| Sorpresa del Año           | Martha Isabel Bolaños            | Nominada  |
| Mejor Pareja               | Edith González y Christian Meier | Nominados |

### PremiosLa Maravilla
| Año  | Categoría                        | Persona                             | Resultado |
| ---- | -------------------------------- | ----------------------------------- | --------- |
| 2009 | Mejor melodrama                  | Hugo León Ferrer                    | Ganador   |
| 2009 | Mejor actriz protagónica         | Edith González                      | Ganadora  |
| 2009 | Mejor actriz protagónica         | Génesis Rodríguez                   | Nominada  |
| 2009 | Mejor actriz antagónica          | Edith González                      | Nominada  |
| 2009 | Mejor actor antagónico           | Paulo Quevedo                       | Ganador   |
| 2009 | Mejor actor antagónico           | Julio Pachón                        | Nominado  |
| 2009 | Mejor actuación varonil          | Roberto Mateos                      | Ganador   |
| 2009 | Mejor actuación femenil          | Martha Isabel Bolaños               | Ganadora  |
| 2009 | Mejor revelación estelar femenil | Génesis Rodríguez                   | Ganadora  |
| 2009 | Mejor revelación estelar varonil | Arap Bethke                         | Nominado  |
| 2009 | Mejor equipo de producción       | Hugo León Ferrer Andrés Santamarina | Ganadores |

### Premios TP de Oro
| Año  | Categoría        | Resultado |
| ---- | ---------------- | --------- |
| 2009 | Mejor telenovela | Nominada  |

### TV Adicto Golden Awards
| Año  | Categoría                   | Nominados        | Resultado |
| ---- | --------------------------- | ---------------- | --------- |
| 2008 | Mejor vestuario             | Hugo León Ferrer | Ganador   |
| 2008 | Mejor protagonista femenina | Edith González   | Ganadora  |
| 2008 | Mejor reparto               | Hugo León Ferrer | Ganador   |
| 2008 | Mejores locaciones          | Hugo León Ferrer | Ganador   |